# Robert J. Grant
Robert John Grant (1862 – 24 de novembro de 1949) foi o diretor da Casa da Moeda dos Estados Unidos entre 1923 e 1933.
Grant nasceu na Nova Escócia. Antes de dirigir a Casa da Moeda, Grant foi o superintendente da filial da instituição em Denver. Em 1923, o presidente Calvin Coolidge nomeou-o para a diretoria da Casa da Moeda, cargo que Grant ocupou entre novembro de 1923 a maio de 1933. Ao deixar a instituição, Grant viajou a Xangai para se tornar conselheiro do governo nacionalista chinês.